# Кузьминське (Мелеузівський район)
Ку́зьминське (рос. Кузьминское, башк. Кузьминский) — присілок у складі Мелеузівського району Башкортостану, Росія. Входить до складу Мелеузівського сільської ради.
Населення — 225 осіб (2010; 181 в 2002).
Національний склад:
- росіяни — 45%